# Kœnigsmacker
Kœnigsmacker – miejscowość i gmina we Francji, w regionie Grand Est, w departamencie Mozela.
Według danych na rok 1990 gminę zamieszkiwały 1722 osoby, a gęstość zaludnienia wynosiła 94 osób/km² (wśród 2335 gmin Lotaryngii Kœnigsmacker plasuje się na 247. miejscu pod względem liczby ludności, natomiast pod względem powierzchni na miejscu 224.).
W miejscowości znajduje się zbudowany w latach 1908-1914 Fort Koenigsmacker, jedno z trzech nowoczesnych umocnień (grup warownych) wzniesionych przez Niemców wokół Thionville.